# Ampelocissus ochracea
Ampelocissus ochracea är en vinväxtart som först beskrevs av Teijsm. & Binn., och fick sitt nu gällande namn av Elmer Drew Merrill. Ampelocissus ochracea ingår i släktet Ampelocissus och familjen vinväxter. Utöver nominatformen finns också underarten A. o. trilobata.